# Jebugan
Jebugan is een bestuurslaag in het regentschap Klaten van de provincie Midden-Java, Indonesië. Jebugan telt 3762 inwoners (volkstelling 2010).